# Road Rash: Jailbreak
Road Rash: Jailbreak — видеоигра в жанре мотосимулятор, разработанная студией EA Redwood Shores для игровой платформы Sony Playstation, а также версия для Game Boy Advance, разработанная Magic Pockets. Издана компанией Electronic Arts в 2000 году для PlayStation, а в 2003 для Game Boy Advance.
Игра также планировалась к выпуску на консоли GameCube, за эту версию была ответственна студия Destination Software, однако выход так и не состоялся.

## Оценки
| Сводный рейтинг | Сводный рейтинг |
| Агрегатор       | Оценка          |
| --------------- | --------------- |
| GameRankings    | 69,57 %         |